# Personnummer
Personnummer, svenskt namn på Finlands variant: personbeteckning, är en identitetsbeteckning för medborgare som tilldelas fysiska personer för att identifiera dem hos olika myndigheter. Även i privata sammanhang används de ofta, till exempel för att på ett otvetydigt sätt ange vem som är avtalspart i ett avtal.
För juridiska personer finns organisationsnummer med motsvarande innebörd.

## Danmark
Personnumren i Danmark kallas officiellt personnummer, men lika ofta CPR-nummer, där CPR står för myndigheten Det Centrale Personregister. Det infördes 1968. Numren liknar de svenska numren, men de första sex siffrorna är födelsedatum i ordningen dag-månad-år. Efter bindestreck följer fyra siffror till, varav tre är ett löpnummer och den sista är en kontrollsiffra. Kontrollsiffran är jämn för kvinnor och udda för män (sista siffran i personnumret).
Den så kallade modulus 11-beräkningen, som är mer avancerad än i Sverige, ger 97-99 % säkerhet. Detta innebar att bara ett fåtal nummer faktiskt stod till förfogande (cirka 245 nummer per dag). Efter 2007 är kontrollsiffran inte obligatorisk i nya personnummer, och uppdaterad programvara kontrollerar numera inte kontrollsiffran. Ändringen beror bland annat på att ett stigande antal invandrare utan säkert födelsedatum registreras under 1 januari eller första dagen i en månad. De första personnumren utan kontrollsiffra tilldelades alla till män födda 1 januari.
Den sjunde siffran plus årtalet anger (enligt en tabell) i vilket århundrade personen är född. I princip gäller att siffrorna 5–8 plus år över 57 anger 1800-talet medan 4-9 och år under 37 ger 2000-talet och i övrigt 1900-talet.
Löpnumret innehåller ingen säker information om födelseort eller land. Dock har invandrare och utländskt adopterade ofta mycket höga nummer. Detta beror på att numren tilldelas i samma ordning som man inskrivs i CPR-registret. De låga numren är då oftast upptagna av danskfödda barn. Åren 1976–85 tilldelades alla adopterade barn från utlandet löpnummer i raden 1000–1199, men den här praktiken övergavs efter kritik.
Personer utan personnummer kan eventuellt tilldelas ersättningspersonnummer som inte får kunna förväxlas med ett verkligt personnummer. Danska personnummer är inte offentlig handling, utan ska bara användas av offentliga myndigheter, hälsovården, banker och arbetsgivare (för skatteinrapportering). De används dock i stigande grad i privata företags kundregister. Även det danska företagsnumret, CVR-NUMMER, är uppbyggt av 10 siffror med kontrollsiffra.

## Finland
Personbeteckningen, på finska: henkilötunnus, har elva tecken (DDMMÅÅSNNNK). De första sex siffrorna är födelsedatum i ordningen dag-månad-år. Sedan har man en symbol för århundrade, "+" för 1800-talet,  "-" för 1900-talet (alternativt  "U", "V", "W", "X" eller "Y") och  "A" för 2000-talet (alternativt "B", "C", "D" eller "E"). Efter det följer tre siffror (den sista av dem är udda för män och jämn för kvinnor) samt ett kontrolltecken som kan vara en siffra eller en bokstav.
Det avslutande kontrolltecknet beräknas på följande sätt: De 9 första siffrorna betraktas som ett heltal vilket divideras med 31. Resten vid denna division motsvarar ett tecken i följande lista: 0,1,2,3,4,5,6,7,8,9,A,B,C,D,E,F,H,J,K,L,M,N,P,R,S,T,U,V,W,X,Y. Exempel: Om resten är 10 blir kontrolltecknet A, om resten är 30 blir kontrolltecknet Y.

## Frankrike
Personnumren i Frankrike kallas NIR (franska: numéro d'inscription au répertoire). De har först en siffra (1 för man, 2 för kvinnor), två siffror för födelseår, två för födelsemånad, tre för födelsedepartement (län), tre för födelseorten, tre siffror ordningsnummer, och två kontrollsiffror. Totalt 15 siffror, ibland några bokstäver.

## Kanada
I Kanada finns nummer kallade Social insurance number (SIN). De används av de flesta myndigheter plus banker och arbetsgivare för skatterapporter, ungefär som i USA, men lite mer begränsat. De har nio siffror inklusive kontrollsiffra, men har inget födelsedatum inbyggt. Första siffran baseras på vilken provins som utfärdade numret. Det står inte på pass eller körkort. Istället står det på ett särskilt papper man får, eller tidigare ett plastkort (utan foto). Man rekommenderas undvika bära med sig papperet eller kortet, och hålla numret hemligt på grund av att det finns problem med identitetsstölder, där folk använder andras nummer för att t.ex. skaffa kreditkort.

## Kroatien
Personnumren i Kroatien kallas för OIB som är en förkortning av Osobni identifikacijski broj (Personligt identifieringsnummer). De har elva siffror och tilldelas alla kroatiska medborgare, folkbokförda utlänningar, juridiska personer och företag. Personnumret skyddar integriteten hos den enskilde individen och anger inte födelsedatum eller födelseort. De tio första siffrorna i personnumret skapas slumpmässigt medan den elfte siffran är en kontrollsiffra som genereras enligt ”Modul 11,10" ISO 7064. I internationella kontakter och i internationellt informationsutbyte föranleds personnumret av bokstavskombinationen HR som är landskoden för Kroatien. OIB började tilldelas alla kroatiska medborgare, folkbokförda utlänningar och juridiska personer den 1 januari 2009 och är en anpassning till Europeiska unionens regelverk rörande personnummer. Den bytte ut det föråldrade JMBG-numret (Jedinstveni matični broj građana), ett 13-siffrigt personnummer, som användes i forna Jugoslavien och sedermera i det självständiga Kroatien under namnet MBG (Matični broj građana). MBG användes parallellt med OIB fram till den 1 januari 2010 då MBG kommer att avskaffas helt .

## Nederländerna
Personnumren i Nederländerna kallas Burger Service Nummer eller BSN. Före 2007 kallades det Sofi-nummer, förkortning för sociaal-fiscaal nummer, social/skattenummer. Numren har nio siffror. Det finns inget födelsedatum, födelseplats eller liknande i numret. Den nionde siffran är en kontrollsiffra.

## Norge
Personnumren i Norge kallas fødselsnummer. De har elva siffror. De första sex siffrorna är födelsedatum i ordningen dag-månad-år. Sedan kommer tre siffror som är ett löpnummer, där 0-499 är för de födda på 1900-talet och 500-999 på 1800-talet eller 2000-talet, med vissa avvikelser från det systemet. Den sista av dessa tre är udda för män och jämn för kvinnor. De två sista siffrorna är kontrollsiffror, som beräknas på liknande sätt som i Danmark, mer avancerat än i Sverige. Det finns i Norge även ett nummer som kallas D-nummer, som är liknande uppbyggt (man adderar 40 till dagen), men som används av de som betalar norsk skatt (får lön i Norge) men inte ska bosätta sig mer än tillfälligt i Norge eller jobbar på norskt fartyg. Många svenskar får sådana nummer när de till exempel sommarjobbar i turistbranschen.

## Polen
Personnumren i Polen kallas PESEL-nummer. De har elva siffror. De första sex siffrorna är födelsedatum i ordningen år-månad-dag, där månaden ökats med 80 för personer födda på 1800-talet och 20 för personer födda på 2000-talet. Följande fyra siffror är löpnummer, och den sista siffran är kontrollsiffra. Den näst sista siffran är udda för män och jämn för kvinnor.

## Serbien, Slovenien, Makedonien, Montenegro, Bosnien och Hercegovina
Det gamla Jugoslavien hade sedan 1976 personnummer som kallades JMBG, Jedinstveni matični broj građana ("unikt medborgarnummer i folkbokföringsregistret"). De länder som efterträtt Jugoslavien, utom Kroatien, har kvar detta system. Namnen är dock olika utifrån respektive språk i landet (de f.d. delrepublikerna i Jugoslavien). I Slovenien heter således motsvarande förkortning EMŠO,  Enotna matična številka občana. I Makedonien heter den Eдинствен Матичeн Број нa Грађанoт. Även i Serbien använder man oftast det kyrilliska alfabetet: Јединствени Матични Број Грађана.
Numren har 13 siffror på formen "DDMMÅÅÅRRLLLK" där DDMMÅÅÅ är födelsedag och födelseår (till exempel 970 eller 001) och RR är en kod för födelseregion och LLL är ett löpnummer, 0–499 för män och 500–999 för kvinnor. K betecknar en kontrollsiffra.

## Sverige
Personnummer tilldelas sedan 1947 alla som är folkbokförda i Sverige. Personnumret är uppbyggt av 10 siffror och ett skiljetecken  (ÅÅMMDD-NNNC). De sex första siffrorna anger personens födelsedatum i ordningen år-månad-dag. Skiljetecknet är ett bindestreck (-), men ändras till ett plustecken (+) från och med det år då innehavaren fyller 100 år. De påföljande tre siffrorna är ett löpnummer, där tredje siffran beskriver personens juridiska kön – jämn siffra för kvinnor och udda för män. Sista siffran är en kontrollsiffra som räknas fram ur de övriga med Luhn-algoritmen. Detta system kallas också för Modulus-10-systemet. Den sista siffran i personnumret, kontrollsiffran, infördes 1967.
Om det inte är obehövligt, får man i ett register även ta med två siffror till för årtalet, så att det för någon som är född på 1900-talet således börjar med 19. Detta ingår dock inte egentligen i personnumret men vid databehandling ska födelsetiden normalt lagras med 8 siffror.. Även till exempel banker gör ofta så ändå.
Tillfälliga besökare från utlandet som har myndighetsärenden kan i vissa fall få ett tillfälligt personnummer, ett så kallat samordningsnummer. Samordningsnumret ser likadant ut som ett vanligt personnummer förutom att talet 60 läggs till datumet. Det vill säga en person som är född 3 oktober 1970 får ett samordningsnummer som börjar på 701063. Företag och organisationer har i Sverige ett organisationsnummer där "månadsnumret" är minst 20, men det har inget med något datum att göra. Reservnummer används inom sjukvården för patienter som inte kan uppge något person- eller samordningsnummer.

## USA
I USA används Social Security number (socialförsäkringsnummer) i flera sammanhang som ett de facto personligt ID-nummer, men det finns inget krav att alla amerikanska medborgare eller personer som har permanent vistelserätt i USA eller t.ex. går i skola där måste ha det; numret är inte heller direkt länkat till folkbokföring eller befolkningsregister som i många europeiska länder. Numret har nio siffror och två bindestreck och är konstruerat enligt modellen 111-11-1111. Vänster grupp har med området där numret utfärdades att göra. De två andra grupperna betyder inget särskilt. Det finns ingen kontrollsiffra. Systemet infördes redan 1936 och används av myndigheter i USA som till exempel skatteverket (IRS), socialförsäkringsmyndigheter och militären.

## Österrike
I Österrike finns ett socialförsäkringsnummersystem som liknar det svenska personnummersystemet. Varje österrikisk medborgare tilldelas strax efter födelsen ett socialförsäkringsnummer, Personenkennzeichen, som består av fyra siffror, ett mellanslag och vidare sex siffror (födelsedatum i format DDMMYY), till exempel 1234 311279. Socialförsäkringsnumret spelar i Österrike inte en lika stor roll som personnumret i Sverige, men används likväl delvis även för personidentifikation hos myndigheter utöver socialförsäkringssystemen.

## Andra länder
Motsvarighet till personnummer finns även i flera andra länder, de kallas till exempel i:
- Indonesien - Nomor Induk Kependudukan (NIK)
- Italien - Codice fiscale
- Island - Kennitala
- Rumänien - Cod numeric personal
- Spanien och Argentina – Documento Nacional de Identidad
- Slovakien och Tjeckien – Rodné číslo

## Länder som saknar personnummersystem
Vissa länder har ingen motsvarighet till personnummer. Myndigheter kan ha olika nummer på personer, men inte ett gemensamt och folk förväntas normalt inte komma ihåg de olika numren, och de står ofta inte på pass eller körkort. I dessa länder erhålls identitet (matching mellan person och registeruppgifter) genom namn, födelsedatum, bankkontonummer, skattenummer, passnummer, körkortsnummer, telefonnummer, kundnummer, adress, signatur, vanligen en kombination av några av dessa. En databas behöver en primärnyckel, en garanterat unik kod för varje person, annars blir det risk att blanda ihop olika personers uppgifter. Därför använder myndigheter och företag egna nummer om inget officiellt finns. Utan ett gemensamt nummer är det svårt att samköra olika myndigheters databaser, vilket är ett skäl att inte ha generella personnummer. Även om det är tekniskt lättare i Sverige finns lagstadgade hinder mot fri samkörning.

### Australien
Vad som räknas som tillräckligt för att etablera identitet kommer an på sammanhangen. Ofta behövs åtminstone styrkt adress och körkortsnummer. Skattenumret (Tax File Number) som en del räknar som ett personnummer står inte på någon fotolegitimation och får inte användas av alla myndigheter. Flera försök att införa nationella id-kort med enhetligt nummer för alla i landet har fallit på grund av protester.

### Grekland
I Grekland finns flera nummer som tilldelas av olika myndigheter. Skattenummer (AFM - ΑΦΜ - Αριθμός Φορολογικού Μητρώου) används för hantering av skatt. Socialförsäkringsnummer (AMKA – Αριθμός Μητρώου Κοινωνικής Ασφάλισης) används för vård och bidrag. På nationella id-kort, pass och körkort finns inte dessa utan ett id-kortsnummer som byts när kortet byts.

### Nya Zeeland
Landet har liksom Australien inte heller generellt personnummer, utan ett antal olika för olika myndighetssammanhang. Identifiering sker ofta med kombinationen namn och födelsedatum, som står på körkort, pass mm.

### Storbritannien
Storbritannien saknar nationella personnummer. Personer över 16 år tilldelas ett National Insurance number (sjukförsäkringsnummer, kallat NI number eller ibland NINO), men det är enbart avsett för skatte- och pensionsmyndigheterna och används t.ex. av arbetsgivare när de betalar in en anställds skatt och sjukförsäkringsavgifter. Numret har ingen koppling till folkbokföringen och förekommer inte på ID-handlingar av typ körkort eller pass. Ett NI-nummer består av två bokstäver, sex siffror, samt en avslutande bokstav som är ett kontrolltecken: AB123456C. Den brittiska allmänna sjukvården håller sig med ett eget system för att identifiera patienter, kallat NHS number, men det används bara i begränsad omfattning inom allmänna sjukvården och aldrig av den privata sjukvården. 

### Tyskland
Det finns flera system för att numrera personer i de tyska myndigheternas system. Att skapa ett enda system skulle bryta mot vissa lagar. Det finns till exempel Rentenversicherungsnummer (pensionsförsäkringsnummer), Krankenversichertennummer (sjukförsäkringsnummer) och Steuer-Identifikationsnummer (skatteidentifieringsnummer). Det sistnämnda infördes 1 januari 2009 och ersatte då det gamla Einkommensteuernummer. Till skillnad från det gamla Einkommensteuernummer, som var kopplat till innehavaren och vederbörande skattekontor, är det nya numret endast kopplat till innehavaren, tilldelas redan efter födelsen och förändras inte under personens livslängd. Det är således tillsammans med det tyska pensionsförsäkringsnumret det tyska personnummer som kommer det svenska personnumret närmast.

### Ungern
Generella personnummer anses sedan 1991 strida mot grundlagen i Ungern. De traditionella personnumren används därför mer begränsat. De har 11 siffror, KÅÅMMDDXXXC (K=kön och födelseårhundrade, ÅÅMMDD=födelsedag, XXX=serienummer, C=kontrollsiffra). De nationella id-korten, som är obligatoriska att bära med sig, har ett id-kortsnummer som används mer numera för att identifiera personer. Myndigheter kan ha sina egna nummer.